# Cantone di Lot et Montbazinois
Il Cantone di Lot et Montbazinois è una divisione amministrativa dell'arrondissement di Villefranche-de-Rouergue.
È stato costituito a seguito della riforma approvata con decreto del 21 febbraio 2014, che ha avuto attuazione dopo le elezioni dipartimentali del 2015.

## Composizione
Comprende i 16 comuni di:
- Les Albres
- Asprières
- Balaguier-d'Olt
- Bouillac
- Capdenac-Gare
- Causse-et-Diège
- Foissac
- Galgan
- Lugan
- Montbazens
- Naussac
- Peyrusse-le-Roc
- Roussennac
- Salles-Courbatiès
- Sonnac
- Valzergues